# Dürkopp
Dürkopp est un constructeur allemand d'automobiles, de motos, de scooters, de vélos et de roulements à billes. L'entreprise fut fondée par Nikolaus Dürkopp en 1850 et est située à Bielefeld, au nord-est de la Rhénanie-du-Nord-Westphalie, dans la province de Westphalie-Lippe.
Aujourd'hui elle ne produit plus que des machines à coudre sous le nom de Dürkopp Adler AG. En 2010 elle a vendu son activité de production de convoyeurs à l'autrichien Knapp AG.

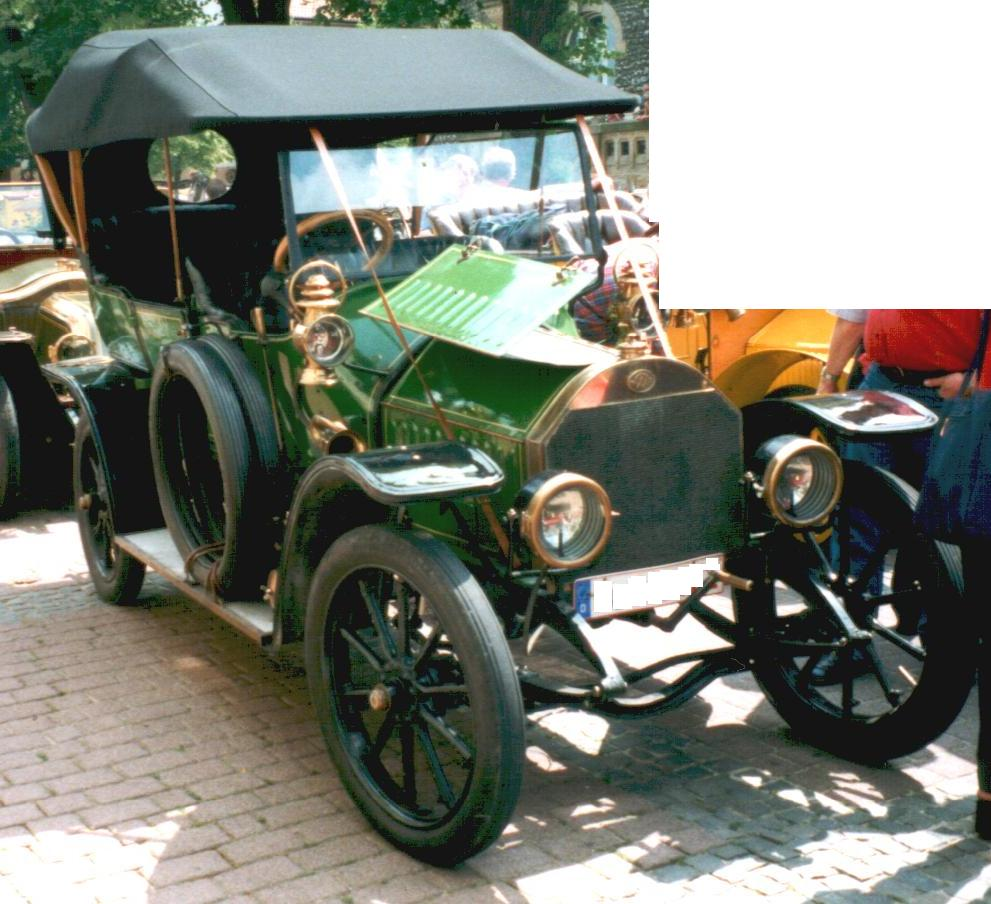
Dürkopp (1908)
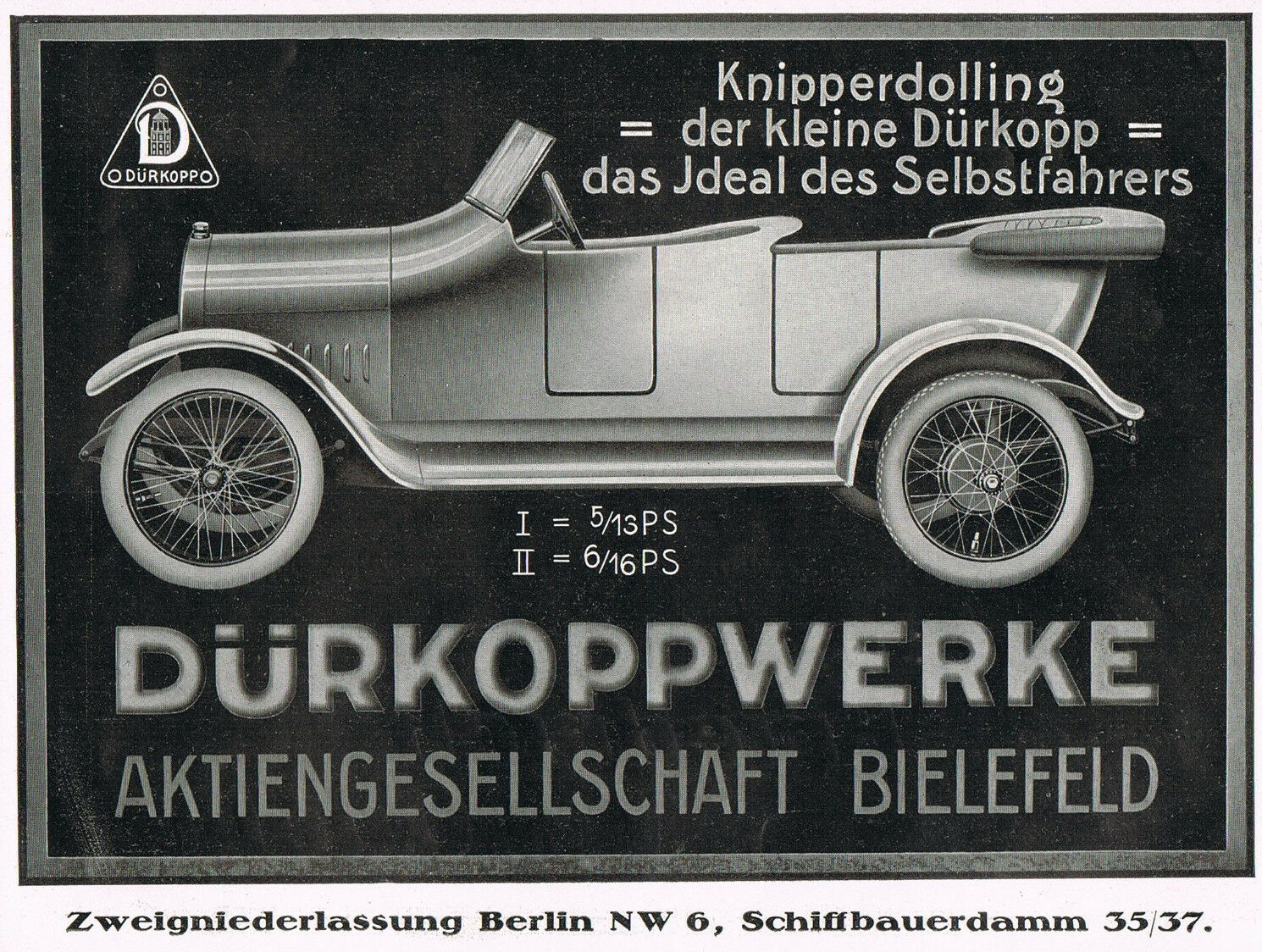
Knipperdolling Dürkoppwerke 1914.
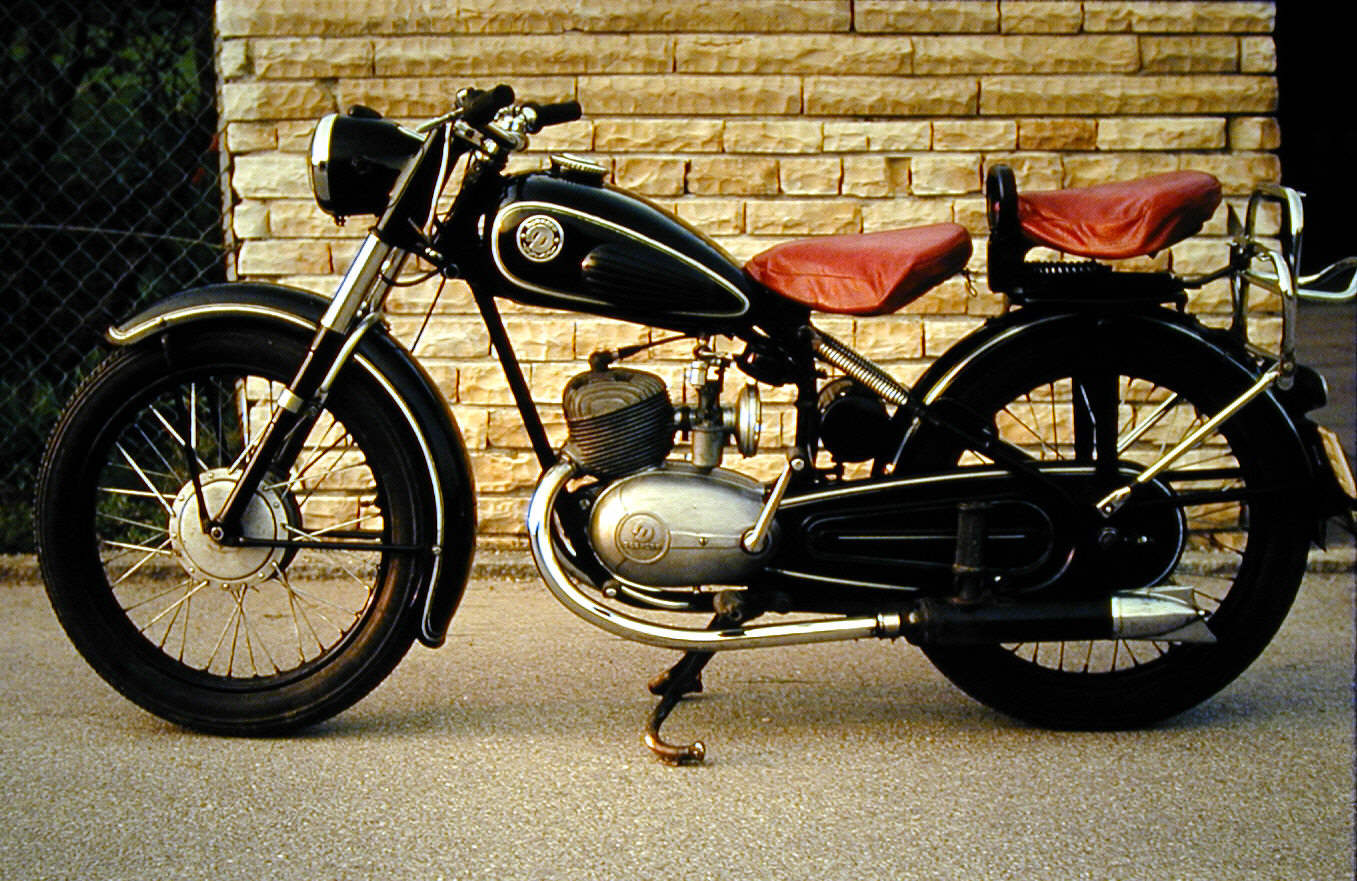
Moto Dürkopp MD 150 (1953)